# Trauma (1983)
Trauma ist ein deutsches Psychodrama von Gabi Kubach aus dem Jahre 1984 mit Birgit Doll, Lou Castel und Armin Mueller-Stahl in den Hauptrollen.

## Handlung
Die junge Anna arbeitet als Angestellte in einer Detektei. Eines Tages betraut sie sich selbst, ohne ihrem Chef Sam Bescheid zu sagen, mit einem Fall, bei dem es sich um eine Vermisste dreht. Die abgängige Frau heißt Maria und war in eine schwere Depression abgeglitten, nachdem sie ihr Kind verloren hatte. Marias letzte Spur führt Anna ein einsam gelegenes Haus an der Küste der Bretagne (Frankreich). Marias Freunde scheinen mehr über die Verschwundene zu wissen, als sie gegenüber Anna zugeben. Die Detektivin hat sogar das Gefühl, dass man sie bei ihrer Suche behindert. Nur langsam wird Anna klar, dass diese Suche zugleich eine Suche nach ihrer eigenen Vergangenheit ist, die traumatische Züge aufweist. Anna wird durch ihre Arbeit dazu gezwungen, sich mit längst verschütteten Erinnerungen auseinanderzusetzen, und die Auseinandersetzung ist eine Reise ins eigene Ich, die derart gefährliche und selbstzerstörerische Züge aufweist, dass sich die Detektivin beinah das Leben nimmt.

## Produktionsnotizen
Trauma entstand 1982/83 und wurde im Januar 1984 im Rahmen des Festivals des phantastischen Films von Avoriaz uraufgeführt, die deutsche Premiere war am 11. Mai 1984.
Toni Lüdi und Heidi Lüdi entwarfen die Filmbauten.

## Kritiken
Im Lexikon des Internationalen Films heißt es: „Erstlingsfilm, der zahlreiche Genre-Elemente, vor allem aus thematisch verwandten Hitchcock-Filmen, zu einem Psychodrama zu verdichten versucht. Hervorragend fotografiert, sieht man ihm in seinem Bemühen, "film-logisch" zu erzählen, die spürbare Konstruiertheit und mangelnde Logik gerne nach. Da sich der Film dabei aber viel zu ernst nimmt, wirkt er letztlich doch allzu gewollt und bemüht.“
Die Fachzeitschrift Cinema wies auf „drei hervorragende Darsteller“ – Doll, Mueller-Stahl und Castel – hin.